# 水梘頭
水梘頭 ，是新北市淡水區的一個地名，位於該區東部，範圍大致為水源里不含西南端凸出部分、樹興里東北部條狀地區。

## 歷史
台灣清治末期至日治前期，水梘頭地區為一街庄，稱為「水梘頭庄」，隸屬於芝蘭三堡。該庄北與中田藔庄、新庄仔庄為鄰，東與竹仔湖庄為鄰，南邊為頂北投庄、興福藔庄、樹林口庄，西邊為北投仔庄、林仔街庄。
1901年（日治明治三十四年）11月，該庄隸屬於臺北廳，編入第二十七區。1906年（明治三十九年）1月，第二十六區、二十七區的部分街庄合併為「水梘頭區」，該庄屬之。1920年（大正九年），該庄改制為「水梘頭」大字，隸屬於臺北州淡水郡淡水街。
戰後淡水街改制為淡水鎮，隸屬於臺北縣，大字亦改制為里。2010年12月，臺北縣升格為新北市，淡水鎮亦改制為淡水區。

## 交通
市道101號經過水梘頭地區西部，往北可前往三芝，往南可前往淡水市區。

## 學校
- 水源國小

## 運動設施
- 大屯高爾夫球場（小部分）